# Opusia
Opusia is een geslacht van kreeftachtigen uit de klasse van de Malacostraca (hogere kreeftachtigen).

## Soort
- Opusia indica (Alcock, 1900)